# 沼崎悠
沼崎 悠（ぬまざき ゆう、1953年5月25日 - ）は、東京都出身の俳優。身長172cm、体重63kg。血液型はO型。希楽星所属。元劇団NLT、エムスリー所属。『素晴らしき日曜日』の主演映画俳優の沼崎勲は実父。

## 出演

### テレビドラマ
NHK
- 武田信玄（1988年）- 宇佐美定行 役
- 信長 KING OF ZIPANGU（1992年）- 織田信賢 役
- 八代将軍吉宗（1995年）
- 新・半七捕物帳 第14話「絵馬」（1997年、NHK）
- 結婚泥棒（2002年）
- ジイジ〜孫といた夏〜（2004 - 2005年）- 小川医師 役
- ハゲタカ（2007年）
- 鉄の骨（2010年）
- 祝女〜shukujo〜

日本テレビ
- パパと呼ばないで 第19話「嫁にはやれません!」（1973年2月14日） - 不動産屋の客 役
- 君だけに愛を
- FiVE
- 平成夫婦茶碗
- 火曜サスペンス劇場
  - 新・女検事 霞夕子12『捨てられた女』（1997年9月16日）
  - 警部補 佃次郎
    - 5『あかね雲』（1998年4月21日）
    - 21『妻の初恋』（2005年9月6日）

  - だます女だまされる女1『消費生活相談vs悪徳商法の女社長』（2000年10月24日）
- ストレートニュース第4話 - キャスター 役
- 明日があるさ 第1話
- 御臨終
- ギンザの恋
- 東京ワンダーホテル
- 喰いタン- 医者 役
- サイコドクター（2002年）- 東条麗子の父 役
- 神の雫（2009年） - 濱誠
- ゴタ消し -示談交渉人 白井虎次郎-（2011年）- 新井部長 役

TBS
- 仮面ライダーBLACK（1988年）- 麻美の父 役
- その気になるまで（1996年）
- 花より男子
- ブラザー☆ビート
- Mの悲劇
- 3年B組金八先生
- ホームドラマ!
- 砂の器第6話
- あなたの人生お運びします
- 年下の男
- オヤジぃ。
- 催眠
- QUIZ
- 真夏のメリークリスマス
- ホットマン
- 真昼の月
- 昔の男第9/10話
- 温泉へ行こう2
- 汚れた舌（2005年） ‐ 長峰医師 役
- 赤い疑惑（2005年） - 佐藤医師 役
- マイフェアボーイ（2006年）- 市原部長 役
- パパとムスメの7日間（2007年）- 浜野博史 役
- 華麗なる一族（2007年）- 日下部頭取 役
- MR.BRAIN（2009年）- 中野修三 役
- オルトロスの犬（2009年）- 須藤良夫 役
- ハンマーセッション!（2010年）- 奥村刑事 役
- JIN-仁- 完結編（2011年）
- 月曜ミステリー劇場
  - 松本清張特別企画・父系の指（1995年）
  - 松本清張特別企画・紐（1996年）
  - 「名探偵キャサリン10」（2001年）- 伊吹英正 役
  - 「自治会長・糸井緋芽子社宅の事件簿3」（2003年）- 佐竹孝一郎 役
  - 「血痕 警科研・湯川愛子の鑑定ファイル1」（2004年）- 山根鑑識課長 役

フジテレビ
- コーチ 第7話（1996年8月15日）
- 総理と呼ばないで 第1話（1997年4月8日）
- 不信のとき（2006年）- 中村部長 役
- 緋の十字架
- 危険なアネキ
- 恋におちたら〜僕の成功の秘密〜
- 冬の輪舞
- ラストクリスマス
- 海峡を渡るバイオリン
- 東京湾景
- 牡丹と薔薇
- 偽りの花園
- 非婚同盟
- アットホーム・ダッド
- 幸せ咲いた〜結婚相談所物語〜
- 美女か野獣
- ナースのお仕事4
- 春ランマン
- ウエディングプランナー SWEETデリバリー
- 整形美人。
- 恋するトップレディ
- ロング・ラブレター〜漂流教室〜
- 愛と青春の宝塚
- 女優・杏子（2001年） - 向井プロデューサー 役
- お水の花道
- ほんとにあった怖い話 深夜病棟
- チーム
- 二千年の恋 第3/4話
- ショムニ
- 古畑任三郎スペシャル vs SMAP
- ショカツ
- リング
- 真実一路（2003年） - 小倉支店長 役
- 新金色夜叉
- レッド
- のだめカンタービレ（2006年）- 花桜先生 役
- GTO 第12話
- WATER BOYS 第8話
- スワンの馬鹿! 〜こづかい3万円の恋〜（2007年）- 鈴木部長 役
- ガリレオ (テレビドラマ)（2007年） - 北野宗平 役
- モンスターペアレント（2008年）- 師岡校長 役
- 安宅家の人々（2008年）- 榊憲彦 役
- 泣かないと決めた日（2010年）
- GOLD（2010年）
- 蜜の味〜A Taste Of Honey〜（2011年）- 原田彩の父 役
- 世にも奇妙な物語
  - 「リプレイ」（2006年）- 戸村涼子の父 役
- 金曜エンタテイメント
  - 「日向夢子調停委員事件簿3」（2005年1月21日） - 北泉 役

テレビ朝日
- 外科病棟女医の事件ファイル（1991年）- 原善彦 役
- 七人の女弁護士 第2シリーズ 第1話（1991年）
- 熟年離婚
- 眠れぬ夜を抱いて
- 愛人の掟・あなたに逢いたくて
- アナザヘヴン
- ガラスの仮面 - 笹原恭 役
  - ガラスの仮面 第1シリーズ 第7話「奇跡の瞬間! 奇跡の少女!!」（1997年8月18日）
  - ガラスの仮面 第2シリーズ 第5話、第6話（1998年5月11日・5月18日）
- スウィートデビル
- テツワン探偵ロボタック（1998 - 1999年）- 高峯裕一郎 役
- 恋の奇跡
- 『相棒』 Season 8 第2話「さよならバードランド」ゲスト（2009年10月21日）- 設計事務所・嶋田太郎 役
- オモチャを抱いた大人たち
- ダブルス〜二人の刑事（2013年）- 松本康夫 役
- 松本清張二夜連続ドラマスペシャル・第一夜「松本清張〜坂道の家」（2014年）
- 黒薔薇 刑事課強行犯係 神木恭子（2017年） - 乾泰治
- 快盗戦隊ルパンレンジャーVS警察戦隊パトレンジャー（2018年） - 明神つかさの祖父
- 土曜ワイド劇場
  - 「鉄道捜査官1」（2000年）- 内田章一 役
  - ダイエット三姉妹の旅情事件簿3 みちのく七時雨山鬼女伝説殺人・白骨と美人画の秘密
  - 車椅子の弁護士水島威 裏窓からのぞかれた殺人事件　美人外科医が隠す怪しい秘密…
  - 混浴露天風呂連続殺人17 謎の整形美女を追って列島温泉大縦断!
  - 船長シリーズ6 愛と死の殺人航路
  - 運命の銃口 東京〜金沢500キロ・愛と憎しみの旅路

テレビ東京
- 北朝鮮拉致・めぐみ、お母さんがきっと助けてあげる（2003年） - 辛光洙 役
- 嬢王（2005年） - 藤山耕介 役
- DeepLove
- Cafe吉祥寺で（2008年） - 松田支配人 役
- 女と愛とミステリー
  - 「多摩南署たたき上げ刑事・近松丙吉4」（2004年）- 佐々木邦夫 役
- 水曜ミステリー9
  - 「捜査検事・近松茂道7」（2007年）- 池内総太郎 役
  - 「最強の法廷 裁判官桜子と10人の評決」（2015年）- 野末隆之 役

### 映画
- 不良少年の夢
- 力道山
- 国会へ行こう!
- 南十字星
- ユッコの贈り物 コスモスのように（1982年）
- ビルマの竪琴（1985年）
- 山下清物語 裸の大将放浪記
- 仁義

### CM
- サンケイリビング新聞
- ハウス食品
- 吉野家（2002年）

### アニメ
- まんがはじめて物語

### テレビゲーム
- ハートビートスクランブル